# Moje Holo láska
Moje Holo láska (v korejském originále: 나 홀로 그대, Na Hollo Geudae; anglicky My Holo Love) je jihokorejský seriál z roku 2020. V hlavních rolích hrají Jun Hjun-min a Ko Sung-hi. Seriál je dostupný na Netflixu od 7. února 2020.    

## Obsah
Han So-jeon (Ko Sung-hi) kvůli tzv. obličejové sleposti žije osamělý život. To se ale postupně mění, když se jí do rukou dostanou brýle, ve kterých je ukrytá UI s názvem Holo, jehož vzhled je stejný jako jeho vývojáře Ko Nan-doa (Jun Hjun-min). Ve srovnání se svým výtvorem působí chladně, ale jen do té doby, než začne blíže poznávat So-jeon. Ta se ale zamiluje do Hola.

## Obsazení
| Jun Hjun-min    | Ko Nan-do / Holo |
| Ko Sung-hi      | Han So-jeon      |
| Čoj Jeo-čin     | Ko Ju-čin        |
| Hwang Chan-sung | Baek Chan-sung   |
| I Čung-eun      | So-yeonina matka |
| Kang Seung-hjun | Ju-ram           |
| Kim Jong-min    | asistentka       |
| Kim Su-čin      | Nan-doova matka  |
| Son Čong-hak    | Nam Gi-ho        |
| Čung Joung-ki   | Jo Jin-seok      |
| Čung Jeon-ču    | detektiv Či-na   |
| Nam Myung-ryul  | Baek Nam-gyu     |

## Inspirace
Ryu Yong-jae se inspiroval k psaní příběhu poté, co viděl počítačový program AlphaGo, který porazil bývalého profesionálního hráče Go I Se-tola během historického zápasu v roce 2016.